# ريجينا كابيلر-أدلر
'
ريجينا كابيلر أدلر (28 يونيو 1900 - 31 يوليو 1991) عالمة كيميائية نمساوية ابتكرت في عام 1934 اختبارًا مبتكرًا للحمل المبكر استنادًا إلى الكشف عن مادة الهيستدين في البول. باعتبارها يهودية اضطرت لمغادرة النمسا بعد ضم الدولة في ألمانيا النازية في آنشلوس وذهبت للعمل مع عالم الجينات الشهير فرانسيس كرو في معهد علم الوراثة الحيوانية في جامعة ادنبره.

## حياة مبكرة
ولدت ريجينا كابيلر في 28 يونيو 1900 في  ستانيسلاو (الآن ايفانو فرانكوفسك) ،  غاليسيا ، النمسا-المجر. كان والدها، موريتز كابيلر، مستخدمًا في شركة شحن كندية كنديان باسيفيك شيبس ورويال ميل ستيم. كان تعليمها المبكر في مدرسة في برودي ، لفيف.
في عام 1928 ، تزوجت ريجينا كابلر من الدكتور إرنست أدلر (1899-1970) ولديهما ابنة، ليزيلوتي أدلر (في وقت لاحق السيدة كاستنر) في عام 1934.